# 荒川好夫
荒川 好夫（あらかわ よしお、1946年10月30日 - ）は、東京都出身の鉄道写真家。元日本国有鉄道東京本社広報部のコマーシャルフォトグラファーとして風景写真・鉄道写真の分野において数多くの鉄道関連の車両・施設の記録写真と芸術写真を残している。杉並区在住。

## 来歴・人物
東京生まれ。中学生時代から鉄道情景の撮影を始める。東京写真短期大学（現東京工芸大学）在学中にコマーシャルフォトグラフィーの技術を習得し、鉄道情景を中心に作品を鉄道専門雑誌等に発表する。
1967年に東京写真短期大学を卒業。1968年より国鉄の専属写真家として、東京駅前の本社広報部に在籍。国鉄の駅舎・施設・蒸気機関車・気動車・電気機関車・内燃機関車・電車の記録写真の撮影、国鉄固有資産の写真記録のファイリングとドキュメンテーション及広報宣伝用写真の作画に従事。また、国鉄を訪問する内外の取材者のための相談窓口として鉄道取材のための便宜供与等にも貢献した。
1971年に有限会社「レイルウエイズグラフィック」(略称RGG)を設立して独立。現在、日本写真家協会会員として鉄道写真の創作活動を続けている。著書には、鉄道技術入門者向けの写真図版集、鉄道車両の写真集、鉄道趣味者向け写真案内集、JR・民鉄の鉄道写真集等の写真図版付書籍が多数ある。また、近年では自身が主催する「CLUB銀燕」において、鉄道写真では珍しいチャリティ写真展を開催している。
プロカメラマンでもデジタル機が当たり前となった現在でも銀塩写真にこだわっており、プライベートで所有するカメラはフィルム式だという。

## 著書
- 完全保存版　ありがとう！北斗星＆夜行列車
- 蒸気機関車 D51大事典（戎光祥出版）
- ヤマケイのレイルシリーズ（山と渓谷社）
- 国鉄の車両シリーズ（保育社）
- 私鉄の車両シリーズ（保育社）
- JRの車両シリーズ（保育社）
- 夜行列車の記録 (自由国民社)

他多数